# 刑事物語・星空に撃て!
『刑事物語・星空に撃て!』（けいじものがたり ほしぞらにうて）は、1976年10月4日から1977年3月28日までフジテレビ系列局で放送されていたテレビドラマである。大映テレビとフジテレビの共同製作。放送時間は毎週月曜 20:00 - 20:54 （日本標準時）。

## 概要
警視庁捜査一課の刑事たちが事件を解決する模様を描いた刑事ドラマ。江藤潤演じる新人刑事の星日出夫が、先輩刑事たちからの指導で成長していく姿も話の中に折り込んでいた。

## キャスト
参考→
- 星日出夫：江藤潤 - 通称「ヒデ坊」。誰にも負けない根性の持ち主と言われる。
- 金子信吾：山城新伍 - 通称「ネコ長さん」。医科大学を卒業してインターンをしていたが、そこから転職して警察官になったという変わった経歴の持ち主。気性の激しさは班で一番と言われる。
- 高津功一：地井武男 - 通称「タカさん」。国立大学卒業の秀才で、金子とは対照的な冷静沈着なタイプ。
- 伊達浩介：織田あきら - 通称「ハリー」。孤児院出身で、定時制高校から警察学校を経て警察官になる。車を運転すればスピードを出し易い、いわゆるスピード狂。
- 矢田勲：渡辺篤史 - 通称「チョンワのヤダ」。祖父、父ともども警察官という一家の出身。ひょうきんで粗忽者だが、記憶力は抜群。
- 出目海信：江幡高志 - 通称「デメ長さん」。刑事歴25年のベテラン。顔が犯人みたいとも言われる。
- 松井巌：高松英郎 - 通称「ガンさん」。班のリーダー。柔道、剣道ともに五段の段位を持つ。冷静な考えを持ち、人情的な性格。

## スタッフ
脚本と監督については下記#放送日程節を参照。
- プロデューサー：柳田博美（大映テレビ）、川口武夫（大映テレビ）、村上光一（フジテレビ）、久保田榮一（フジテレビ）
- 制作主任：谷口正弘
- 撮影：喜多崎晃
- 制作：大映テレビ株式会社、フジテレビジョン

## 主題歌
- 「夕陽」（歌：小川順子）

## 放送日程
| 話数   | 放送日   | サブタイトル                    | 脚本                 | 監督       | ゲスト                                         |
| 1976年 | 1976年   | 1976年                          | 1976年               | 1976年     | 1976年                                         |
| ------ | -------- | ------------------------------- | -------------------- | ---------- | ---------------------------------------------- |
| 1      | 10月4日  | 知りすぎた女子高校生            | 石森史郎             | 湯浅憲明   | 山口崇、村地弘美、豊川誕                       |
| 2      | 10月11日 | 16時5分、歩行者天国の殺人       | 久保田圭司           | 内藤誠     | 北公次                                         |
| 3      | 10月18日 | 姿なき声の恐怖                  | 長谷川公之           | 湯浅憲明   | 岸田森                                         |
| 4      | 10月25日 | パトカージャック                | 山浦弘靖             | 土屋啓之助 |                                                |
| 5      | 11月1日  | 東京オフィス街・仮面の現金強奪! | 大原豊               | 内藤誠     | 市毛良枝                                       |
| 6      | 11月8日  | 一億八千万円のアリバイ          | 大原豊               | 手銭弘喜   | 中尾ミエ                                       |
| 7      | 11月15日 | 狙われた恋人たち                | 久保田圭司           | 内藤誠     | 梅津栄、大和田獏、森川千恵子、蟹江敬三         |
| 8      | 11月22日 | 恐怖の山荘                      | 山浦弘靖             | 江崎実生   | 小松方正、今出川西紀                           |
| 9      | 11月29日 | 犯人は私の息子だ                | 大原豊               | 内藤誠     | ハナ肇、星正人、栗田ひろみ                     |
| 10     | 12月6日  | 襲われた花嫁                    | 山浦弘靖             | 手銭弘喜   | 南條豊、志摩みずえ                             |
| 11     | 12月13日 | 拳銃防波堤                      | 山浦弘靖             | 手銭弘喜   | 大門正明、内田朝雄                             |
| 12     | 12月20日 | 小さな目撃者                    | 塩田千種             | 手銭弘喜   | 佐竹明夫、吉行和子                             |
| 13     | 12月27日 | 刑事魂                          | 大野武雄             | 井上昭     | 若林豪、泉晶子                                 |
| 1977年 |          |                                 |                      |            |                                                |
| 14     | 1月10日  | お年玉はダイナマイトだ！        | 石森史郎             | 内藤誠     | 松山省二、花園ひろみ                           |
| 15     | 1月17日  | 消えた女子高校生                | 山浦弘靖             | 富永卓二   | 三木聖子、加納竜、レモンパイ                   |
| 16     | 1月24日  | 女教師・危機一髪!               | 塩田千種             | 内藤誠     | 寺田農、中田喜子                               |
| 17     | 1月31日  | 青春時代                        | 中村努               | 内藤誠     | 藤原釜足、内田喜郎                             |
| 18     | 2月7日   | 花の高校生応援団殺人事件        | 大野武雄             | 内藤誠     | 三浦リカ、根上淳、谷口香、重田尚彦             |
| 19     | 2月14日  | もういちどあの愛を              | 大原豊               | 井上昭     | 藤巻潤、竹下景子、小野川公三郎                 |
| 20     | 2月21日  | 呪われた遺書                    | 大津皓一             | 村瀬行光   | 入川保則、十勝花子、真山知子、鹿内孝、多々良純 |
| 21     | 2月28日  | 花の高校生・受験地獄            | 鳥海尽三             | 内藤誠     |                                                |
| 22     | 3月7日   | さらば青春                      | 蘇武道夫             | 手銭弘喜   | 渥美国泰、丹波義隆、桂木梨江                   |
| 23     | 3月14日  | 北風にさようなら                | 島崎喜美男、塩田千種 | 内藤誠     | 小林昭二、佐野厚子                             |
| 24     | 3月21日  | 友よ、鈴の音をきけ              | 蘇武道夫             | 手銭弘喜   | 堀越陽子、沢田勝美、山口智子                   |
| 25     | 3月28日  | 三億円強奪犯人！第二の挑戦      | 大野武雄             | 内藤誠     | 高橋長英                                       |